# لمعين
اللَمْعِيْن (بالعامية:بريانطين) هو منتج للعناية بالشعر يهدف إلى تنعيم شعر الرجال، بما في ذلك اللحى والشارب، وإعطائه مظهراً لامعاً ومثبتاً. أنشئ في مطلع القرن العشرين من قبل صانع العطور الفرنسي إدوارد بينود. قدم إدوارد منتجه في المعرض الدولي عام 1900 في باريس. يتكون من سائل زيتي معطر وملون.